# Tomahawk Technique
Albums de Sean Paul
Imperial Blaze
(2009) Full Frequency
(2014)
Singles
1. Got 2 Luv U
Sortie : 19 juin 2011
2. She Doesn't Mind
Sortie : 31 octobre 2011
3. Hold On
Sortie : 5 mars 2012
4. Dream Girl (Remix)
Sortie : 28 mars 2012
5. How Deep Is Your Love
Sortie : 24 juillet 2012
6. Touch The Sky
Sortie : 3 août 2012

Tomahawk Technique est le 5e album studio de l'artiste jamaïcain de dancehall Sean Paul, sorti sous le label Atlantic Records une filiale de Warner Music Group le 27 janvier 2012.

## Liste des pistes
| No  | Titre                                           | Réalisateur(s)                          | Durée |
| --- | ----------------------------------------------- | --------------------------------------- | ----- |
| 1.  | Got 2 Luv U (avec Alexis Jordan)                | Stargate                                | 3:16  |
| 2.  | She Doesn't Mind                                | Shellback, Benny Blanco                 | 3:47  |
| 3.  | Body                                            |                                         | 4:10  |
| 4.  | What I Want                                     |                                         | 3:57  |
| 5.  | Won't Stop (Turn Me Out)                        |                                         | 4:14  |
| 6.  | Dream Girl                                      |                                         | 3:54  |
| 7.  | Hold On                                         |                                         | 4:08  |
| 8.  | How Deep Is Your Love (featuring Kelly Rowland) | Stargate                                | 3:20  |
| 9.  | Put It on You                                   |                                         | 3:35  |
| 10. | Roll Wid Di Don                                 | Sean Henriques, Jigzagula, Copper Shaun | 3:42  |
| 11. | Touch the Sky (featuring DJ Ammo)               | DJ Ammo                                 | 3:52  |
| 12. | Wedding Crashers                                |                                         | 3:01  |
| 13. | Waya Waya (Bonus Track) (featuring Tal)         |                                         | 2:29  |

## Historique de sortie
| Pays        | Date            | Édition (Format)                          | Catalogue | Label            |
| ----------- | --------------- | ----------------------------------------- | --------- | ---------------- |
| Belgique    | 27 janvier 2012 | Standard edition (téléchargement digital) |           | Atlantic Records |
| France      | 27 janvier 2012 | Standard edition (téléchargement digital) |           | Atlantic Records |
| Suisse      | 27 janvier 2012 | Standard edition (téléchargement digital) |           | Atlantic Records |
| Autriche    | 17 février 2012 |                                           |           | Atlantic Records |
| Allemagne   | 17 février 2012 |                                           |           | Atlantic Records |
| Irlande     | 12 mars 2012    |                                           |           | Atlantic Records |
| Royaume-Uni | 12 mars 2012    |                                           |           | Atlantic Records |

## Classement par pays
| Classements (2012)        | Meilleure position |
| ------------------------- | ------------------ |
| Autriche Classement album | 7                  |
| Pays-Bas Classement album | 39                 |
| France Classement album   | 5                  |
| Suisse Classement album   | 3                  |